# Jaroslav Michajlov
Jaroslav Jur'evič Michajlov (in russo Ярослав Юрьевич Михайлов?; Pytalovo, 28 aprile 2003) è un calciatore russo, centrocampista dell'Orenburg in prestito dallo Zenit San Pietroburgo.

## Carriera

### Club
Cresciuto nel settore giovanile dello Zenit San Pietroburgo, il 13 luglio 2021 viene ceduto in prestito allo Schalke 04. Il 1º agosto seguente esordisce in 2. Bundesliga, in occasione dell'incontro vinto per 0-3 contro l'Holstein Kiel. Rientrato alla base, esordisce in prima squadra il 30 luglio 2022, disputando l'incontro di Prem'er-Liga vinto per 5-0 contro la Lokomotiv Mosca. Non riuscendo a trovare spazio nella rosa, l'8 settembre 2022 viene girato in prestito al Pari Nižnij Novgorod.

### Nazionale
Ha rappresentato le nazionali giovanili russe.

## Statistiche

### Presenze e reti nei club
Statistiche aggiornate al 9 ottobre 2022.
| Stagione        | Squadra               | Campionato      | Campionato | Campionato | Coppe nazionali | Coppe nazionali | Coppe nazionali | Coppe continentali | Coppe continentali | Coppe continentali | Altre coppe | Altre coppe | Altre coppe | Totale | Totale |
| Stagione        | Squadra               | Comp            | Pres       | Reti       | Comp            | Pres            | Reti            | Comp               | Pres               | Reti               | Comp        | Pres        | Reti        | Pres   | Reti   |
| --------------- | --------------------- | --------------- | ---------- | ---------- | --------------- | --------------- | --------------- | ------------------ | ------------------ | ------------------ | ----------- | ----------- | ----------- | ------ | ------ |
| 2021-2022       | Schalke 04            | 2L              | 8          | 0          | CG              | 2               | 1               |                    | -                  | -                  |             | -           | -           | 10     | 1      |
| lug.-set. 2022  | Zenit-2               | 2D              | 9          | 1          |                 | -               | -               |                    | -                  | -                  |             | -           | -           | 9      | 1      |
| lug. 2022       | Zenit San Pietroburgo | PL              | 1          | 0          | CR              | -               | -               |                    | -                  | -                  | SR          | -           | -           | 1      | 0      |
| 2022-2023       | Pari Nižnij Novgorod  | PL              | 3          | 0          | CR              | 1               | 0               |                    | -                  | -                  |             | -           | -           | 4      | 0      |
| Totale carriera | Totale carriera       | Totale carriera | 21         | 1          |                 | 3               | 1               |                    | -                  | -                  |             | -           | -           | 24     | 2      |

## Palmarès

### Club

#### Competizioni nazionali
- Campionato tedesco di seconda divisione: 1

Schalke 04: 2021-2022